# Nelson Sauvin
Nelson Sauvin is een  hopsoort, gebruikt voor het brouwen van bier.
Deze hopvariëteit is een “dubbeldoelhop”, bij het bierbrouwen gebruikt zowel voor zijn aromatische als zijn bittereigenschappen. Deze Nieuw-Zeelandse triploïde variëteit werd gekweekt door New Zealand HortResearch van de variëteit Smoothcone en een geselecteerde Nieuw-Zeelandse mannelijke plant. De naam is afgeleid van de Sauvignon Blanc druifsoort die een overeenkomende geur en smaak heeft.

## Kenmerken
- Alfazuur: 10 – 13%
- Bètazuur: 6 – 8%
- Eigenschappen: heel fruitig, smaken van kiwi en witte wijn